# Jana Ciglerová
Jana Ciglerová je slovenská novinářka žijící na Floridě. Od roku 2018 pracuje pro Deník N jako americká zpravodajka, do něhož přešla z MF Dnes.

## Život
Vystudovala žurnalistiku na Fakultě sociálních věd UK a International Journalism na City University of London v Londýně. V minulosti působila jako zpravodajka Lidových novin ve Velké Británii a v MF Dnes na pozici americké zpravodajky. Psala pro The Observer a Evening Standard a absolvovala stáž pro zahraniční zpravodaje v Helsinkách. Zajímá se také o témata žen, založila diskusní pořad Tah dámou na ČT, vedla časopis Elle a stála na začátku vzniku přílohy Ona Dnes. Vedle novinářské práce také přednáší pro české i zahraniční studenty médií a žurnalistiky v Praze, v roce 2016 přednášela na univerzitě Clemson v Jižní Karolíně. Žije na Floridě, kde působí jako zahraniční zpravodajka Deníku N.

## Ocenění

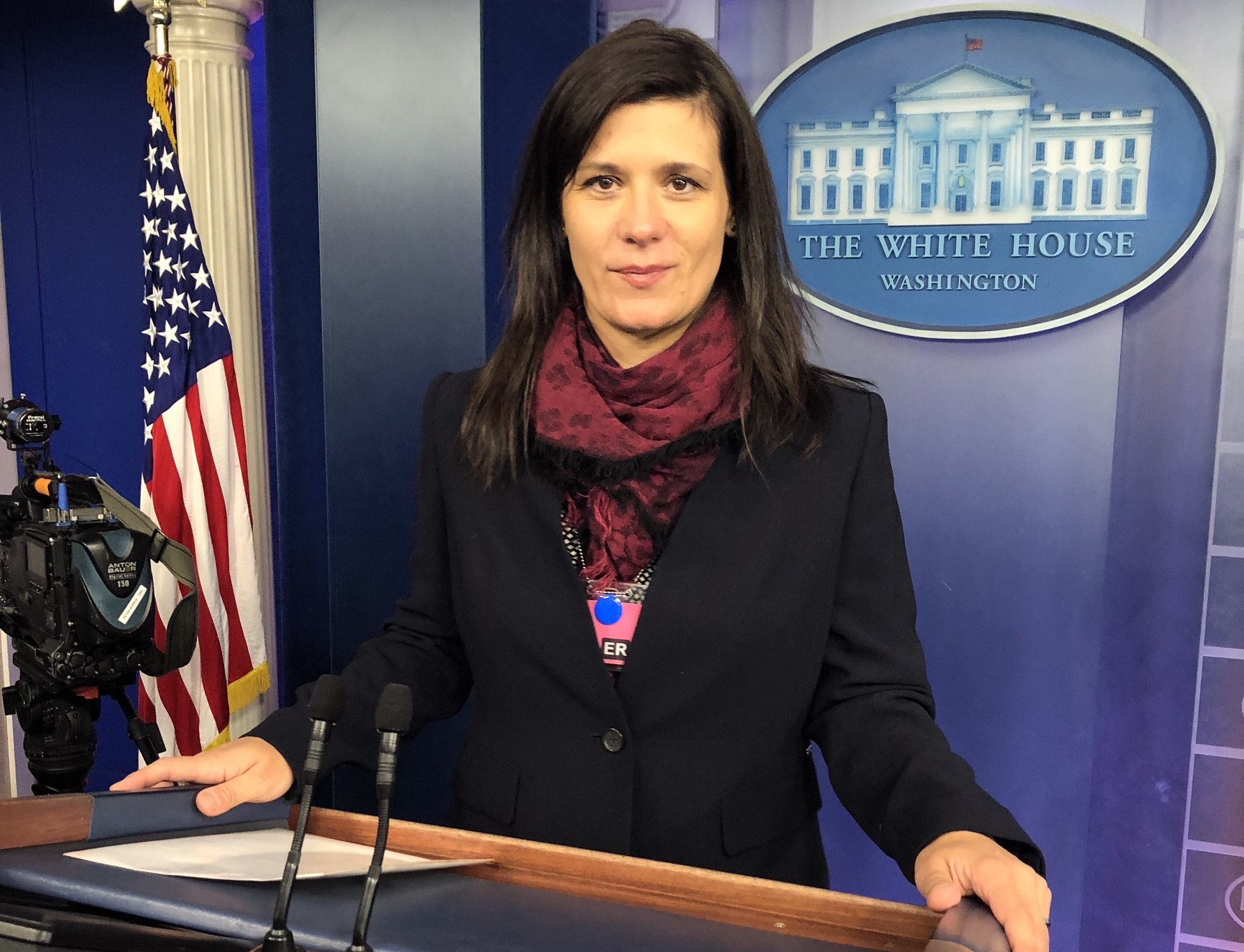
Jana Ciglerová v Bílém domě

Získala prestižní mezinárodní ocenění Amerigo Media Award 2019 za knihu Americký deník o životě v USA, kterou ve spolupráci s americkým konzulátem uděluje organizace ENAM novinářům ze členských zemí za zajímavé či výjimečné informování o dění v USA. V roce 2020 vyhrála Novinářskou cenu za rozhovor roku od Nadace OSF za rozhovor Osahávání jsem zažila mnohokrát, víc mi ale vadí oplzlé vtipy. Mladí kluci neobtěžují, říká maskérka.

## Vydané knihy
Její reportáže z USA byly základem knihy Americký deník (N media, 2019). Již předtím se podílela na pamětech Tomáše Řepky Děkuju (XYZ, 2017).